# MT-RNR1

Az MT-RNR1 gén helye a mitokondriális genom H szálán. Az MT-RNR1, más néven RRNS a két mitokondriális rRNS-gén (kék) egyike.

A mitokondriálisan kódolt 12S rRNS (gyakran röviden 12S vagy 12S rRNS) a mitokondriális riboszóma SSU rRNS-e. Emberben a 12S-t az MT-RNR1 gén kódolja és 959 nukleotidos. Az MT-RNR1 az állati mitokondriális genomokban lévő 37 gén egyike. 2 rRNS-, 22 tRNS- és 13 mRNS-génjük nagyon hasznos a filogenetikában, különösen a 12S és 16S rRNS. A 12S rRNS a prokarióta 16S és az eukarióta magi 18S rRNS homológja. Az MT-RNR1 gén mutációi összefügghetnek a hallásvesztéssel. E gén a MOTS-c peptidet (más néven mitokondriális eredetű MOTS-c peptid vagy mitokondriális 12S rRNS-c leolvasási keret).

## Lokusz
Az MT-RNR1 gén a mitokondriális DNS p karjának 12 helyén van és 953 bázispárból áll.

## Funkció
Az MT-RNR1 gén az inzulinszenzitivitás és az anyagcsere homeosztázisa szabályzásáért felelős rRNS-t kódol. A fehérje inhibeálja a folátciklust, csökkentve a de novo purinbioszintézist, a purinszintézis-köztitermék 5-aminoimidazol-4-karboxamid (AICAR) szintjét növelve és az 5′-AMP-aktivált fehérjekinázt (AMPK) aktiválva. Véd a korfüggő és étrend indukálta inzulinrezisztencia és az étrend indukálta obesitas ellen.

## Klinikai jelentőség

### Mitokondriális nem szindrómás hallásvesztés és siketség
Patogén MT-RNR1-mutációk későn kialakuló mitokondriális nem szindrómás hallásvesztés és siketség okai aminoglikozid-ototoxicitási hajlammal. A nem szindrómás siketség változó lefolyású és súlyosságú, más jellel vagy tünettel nem összefüggő részleges vagy teljes szenzorineurális hallásvesztéssel jár. A nem szindrómás siketség gyakran a belső fül szerkezetei sérülése okozta hallásvesztéssel függ össze. Az 1494C>T, 1555A>G és 1095T>C mutációk a hallásvesztés ismert okai. Az aminoglikozidok okozta hallásvesztés oka feltehetően az, hogy e mutációk miatt e 12S rRNS-változat jobban hasonlít a bakteriális 16S rRNS-re.

### IV. komplex-hiány
Az MT-RNR1-mutációk összefüggnek az elektrontranszportlánc IV. komplexének, a citokróm c-oxidáznak a hiányával. A citokróm c-oxidáz-hiány ritka genetikai betegség, mely a test több részét érinti, például a vázizmokat, a szívet, az agyat vagy a májat. Gyakori tünetei a miopátia, a hipotónia, az enkefalomiopátia, a tejsavacidózis és a hipertrófiás kardiomiopátia. Egy ilyen betegben 9952G>A mutációt találtak.

## Fordítás
Ez a szócikk részben vagy egészben  a   MT-RNR1 című angol Wikipédia-szócikk ezen változatának fordításán alapul.  Az eredeti cikk szerkesztőit annak laptörténete sorolja fel. Ez a jelzés csupán a megfogalmazás eredetét és a szerzői jogokat jelzi, nem szolgál a cikkben szereplő információk forrásmegjelöléseként.